# Acanthostega
Acanthostega са род земноводни от разред Ichthyostegalia, семейство Acanthostegidae. Те са едни от първите Четирикраки и представляват липсващото звено между рибите и земноводните. Техни останки са открити в Гренландия.

## Описание
Представителите на този род са живели в края на девон и началото на карбон, преди около 370 – 350 млн. години. Обитавали са езерата и реките.
Имали са четири крайника, всеки от които е имал по осем пръста. Въпреки това те дори не са можели да се придвижват по земята. Имали са също хриле и бели дробове. На дължина достигали до 60 cm. Тялото им завършвало с голяма опашка във формата на гребло, с дълги костни радиуси.

## Хранене
Хранели са се с риба и насекоми.